# Babe Zaharias
Mildred Ella Didriksen Zaharias, coneguda com a Mildred Didrikson, Babe Didrikson o Babe Zaharias (Port Arthur, Estats Units, 1911-Galveston, 1956), fou una esportista estatunidenca, considerada una de les més polivalents de la història i va destacar en golf, atletisme, bàsquet i beisbol.

## Biografia
Mildred Ella Didrikson va néixer el 26 de juny de 1911, la sisena de set fills, a la ciutat costanera de Port Arthur, Texas. La seva mare Hannah i el seu pare Ole Didriksen eren immigrants de Noruega. Tot i que els seus tres germans grans van néixer a Noruega, Babe i els seus altres tres germans van néixer a Port Arthur. Més tard va canviar l'ortografia del seu cognom de Didriksen a Didrikson. Es va traslladar amb la seva família a 850 Doucette a Beaumont, Texas, als 4 anys. Va afirmar haver agafat el malnom de Babe (per Babe Ruth) després de fer cinc jonrones en un joc de beisbol infantil, però la seva mare noruega l'havia anomenada Bebe des del moment en què era petita.
Encara que més coneguda pels seus dots atlètics, Didrikson tenia altres talents. També va competir en costura. Excel·lent modista, va confeccionar molta de la seva roba, incloses les seves peces de golf. Va afirmar haver guanyat el campionat de costura a la Fira Estatal de Texas de 1931 a Dallas; va guanyar la Fira Estatal del Sud de Texas a Beaumont el 1953. Va anar a l'institut Beaumont. Mai va ser una bona estudiant, es va veure obligada a repetir vuitè grau i era un any més gran que els seus companys. Finalment, va abandonar sense graduar-se després de traslladar-se a Dallas per jugar a bàsquet. Va ser cantant i va gravar diverses cançons al segell Mercury Records. La millor va ser I Felt a Little Teardrop amb Detour a l'altra banda.
Ja famosa com Babe Didrikson, es va casar amb George Zaharias (1908–1984), lluitador professional, a St. Louis, Missouri, el 23 de desembre de 1938. Posteriorment, va ser coneguda com a Babe Didrikson Zaharias o Babe Zaharias.

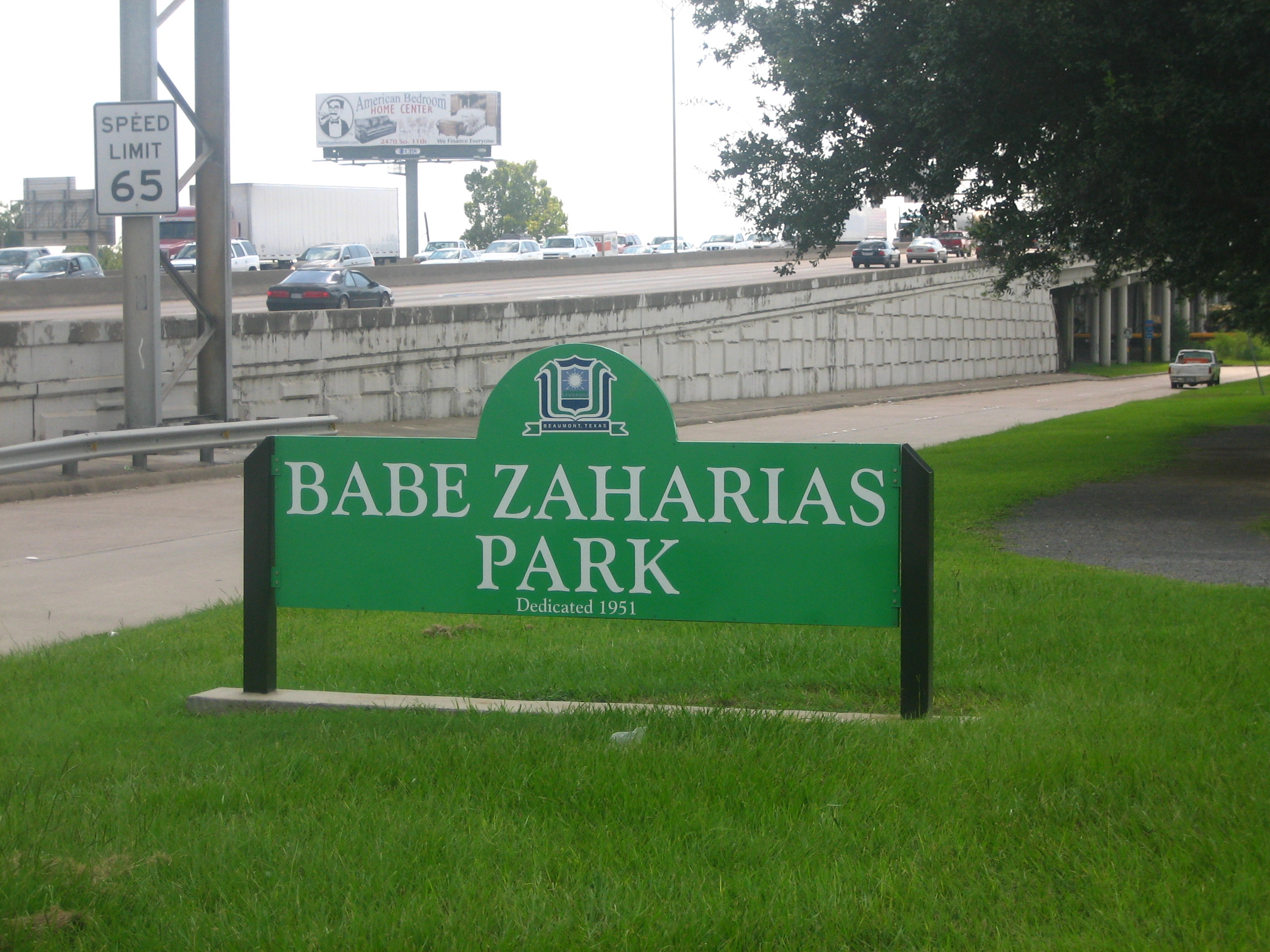
Babe Zaharias Park es troba a Beaumont al costat del seu museu.

Va morir el 27 de setembre de 1956 a la ciutat de Galveston, població situada a Texas, a conseqüència d'un càncer.

## Carrera esportiva

### Atletisme
Especialista en moltes proves atlètiques va participar, als 21 anys, en els Jocs Olímpics d'Estiu de 1932 realitzats a Los Angeles (Estats Units), on va voler participar en cinc proves. El reglament del moment només li va permetre prendre part en tres proves; aconseguí guanyar la medalla d'or en la prova dels 80 metres de tanques, establí un nou rècord del món amb un temps de 11,7 segons, i en el llançament de javelina establí el primer rècord olímpic amb un llançament de 43,69 metres (fou la primera vegada que aquest esport participà en categoria femenina), a més de guanyar la medalla de plata en la prova de salt d'alçada, fent el mateix salt que la seva compatriota Jean Shiley i establint un nou rècord del món amb una alçada d'1,65 m.

### Golf
L'any 1935 decidí prendre part en competicions de golf, aconseguí l'any 1938 participar en l'Open de Los Angeles, un torneig obert únicament a la categoria masculina. L'any 1942 va aconseguir esdevenir jugadora amateur i l'any 1947 jugadora professional. Al llarg de la seva carrera professional aconseguí guanyar el Women's Western Open en quatre ocasions i tres vegades l'Open femení dels Estats Units.

## Llegat
Va ser la 10a atleta estatunidenca més important del segle XX segons ESPN, sent la dona amb més puntuació de la seva llista.

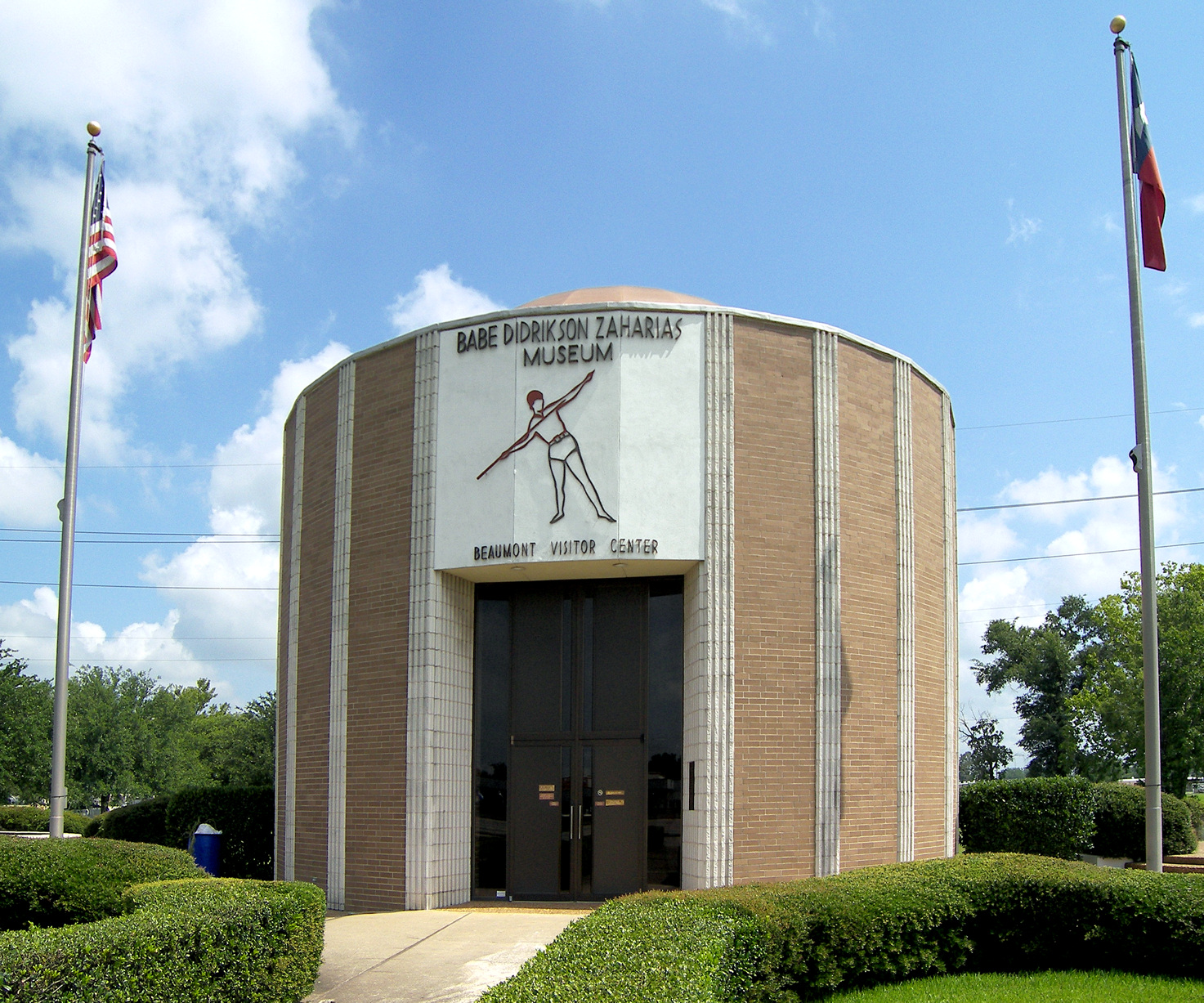
El Museu Babe Didrikson Zaharias de Beaumont és també un dels centres acollidors de la ciutat.

Zaharias va trencar els models acceptats de feminitat en el seu temps, inclosos els models acceptats d'atletisme femení. Feia 1,70 m d'alçada i 52 kg de pes, Zaharias era físicament forta i socialment senzilla amb la seva força. Tot i que per a molts era una heroina de l'esport, també se'n van burlar per la seva virilitat.
Zaharias va ser inclosa al Saló de la Fama de la LPGA el 1951 (ara part del Saló de la Fama del Golf Mundial). L'any 1957, va rebre pòstumament el premi Bob Jones, el màxim honor atorgat per l’Associació de Golf dels Estats Units en reconeixement de l'esportivitat distingida en el golf. Va ser acceptat pel seu marit George, quatre mesos després de la seva mort. Va ser una de les sis incorporacions inicials al Saló de la Fama de la LPGA en els seus inicis el 1977.
Zaharias té un museu dedicat a ella a Beaumont, Texas, el Museu Babe Didrikson Zaharias. Diversos camps de golf porten el seu nom. Un camp de golf de Tampa, Florida que ella i el seu marit posseïen, el camp de golf Babe Zaharias, va rebre l'estatus de referència.
El 1973, Zaharias, que havia viscut en l'àrea de Denver durant la major part de la primera època, es va convertir en un dels tres inductors en la classe inaugural (unint-se a Dave Hill i Babe Lind) del Colored Golf Hall of Fame.
El 1976, Zaharias va ser inclosa al Saló Nacional de la Fama de les Dones.
El 1981, el servei postal dels EUA va emetre un segell de 18 cèntims en commemoració de Zaharias. El 2008, Zaharias va ser incorporada al Saló de la Fama de les Dones de Colorado.
El 7 de gener de 2021, Zaharias va rebre la Medalla Presidencial de la Llibertat pel president Donald J. Trump.

### Impressions contemporànies
| «                                             | Seria molt millor que ella i els seus companys es quedessin a casa, es posessin guapos i esperessin que sonés el telèfon. | » |
| — Charles McGrath, periodista. New York Times | |   |

El comentari de Williams va caracteritzar l'actitud d'alguns cap a les dones que no encaixaven amb els ideals tradicionals de feminitat actuals a la primera meitat del segle xx. No obstant això, en el mateix període, l'Associated Press la va triar com a Atleta femenina de l'any sis vegades per a l'atletisme i el golf, i, el 1950, la va votar per aclaparadora com la Més gran atleta femenina de la primera meitat de segle. A part del seu impacte en les dones i les noies del seu temps, també va impressionar als periodistes esportius experimentats:
| « | Ella està més enllà de tota creença fins que la veus actuar... Aleshores per fi entens que estàs mirant la secció més impecable d'harmonia muscular, de coordinació física i mental completa, que el món de l'esport hagi vist mai. | » |

Aquest camp de 18 forats rep el nom de Babe Didrikson Zaharias, un dels atletes més condecorats d'Amèrica... Aquest par 71 compta amb unes classificacions de pendents que van des de 126 fins a 138, fent que el camp sigui digne del nom que porta.
L'Associated Press va donar seguiment a la seva declaració de 1950 cinquanta anys després votant a Zaharias la Dona Atleta del segle XX el 1999. El 2000, la revista Sports Illustrated també la va nomenar segona en la seva llista de les Millors Atletes Femenines d'All Time, darrere de l'heptathleta Jackie Joyner-Kersee. També està en el World Golf Hall of Fame. Zaharias és la dona més ben classificada, en el número. 10, en la llista d'ESPN dels 50 millors atletes del segle xx. El 2000, va ser classificada com la 17a major golfista, i la segona millor jugadora (després de Mickey Wright) de la revista Golf Digest.
| «                                             | Va trencar el motlle del que se suposava que havia de ser una golfista. L'ideal dels anys 20 i 30 era Joyce Wethered, una anglesa descarada amb un swing de llibre d'imatges que produïa plans elegants, però no especialment llargs. Zaharias va desenvolupar un swing atlètic acanalat que recordava el de Lee Trevino, i era tan forta que un company texà, el gran golfista Byron Nelson, va dir una vegada que només coneixia vuit homes que podria superar-la. "No n'hi ha prou amb fer un gir a la pilota", va dir Babe. "Has d'afluixar la faixa i deixar anar la bola". | » |
| — Charles McGrath, periodista, New York Times | |   |

Zaharias va escriure una autobiografia This Life I've Led. Ja no està imprès, però està disponible a moltes biblioteques.
El 2014, Zaharias va ser inclosa al Legacy Walk, una exhibició pública a l'aire lliure que celebra la història i les persones LGBT.
Va ser incorporada al Saló de la Fama d'entrenadors d'atletisme de Texas, classe de 2016.

### Camp de golf Babe Zaharias
El 1949, Zaharias va comprar un camp de golf a la zona de Forest Hills de Tampa i va viure a prop. Després de la seva mort, el camp de golf es va vendre. Va quedar latent mentre els promotors intentaven adquirir el terreny per a habitatges residencials.
L'any 1974, l'Ajuntament de Tampa es va fer càrrec del camp de golf, el va renovar i el va reobrir, anomenant-lo el camp de golf Babe Zaharias. En algun moment després, se li va concedir l'estatus de referència històrica.

### Cursa de Califòrnia
El 1980, el Industry Hills Golf Club del Pacific Palms Resort a City of Industry, Califòrnia, va construir dos camps, The Ike i The Zaharias. Els cursos van ser dissenyats per William F. Bell (disseny original) i Casey O'Callaghan (renovació). El 2010, els camps junts van guanyar el premi al camp de golf de l'any de la National Golf Course Owners Association de Califòrnia.
| «                                                          | Aquest camp de 18 forats rep el nom de Babe Didrikson Zaharias, un dels atletes més condecorats d'Amèrica... Aquest par 71 compta amb unes classificacions de pendents que van des de 126 fins a 138, fent que el camp sigui digne del gran atleta pel què porta el nom. | » |
| — Industry Hills Golf Club at Pacific Palms Resort Website | |   |

### Als mitjans de comunicació
- Dodge va presentar Babe Didrikson als anuncis de la berlina Dodge "6" de 1933.[23]
- El 1952, va aparèixer com ella mateixa a la pel·lícula de Spencer Tracy - Katharine Hepburn Pat and Mike.
- El 1975, Susan Clark va interpretar Zaharias en una pel·lícula de televisió biogràfica titulada Babe, per la qual Clark va guanyar un premi Emmy). Alex Karras va interpretar George Zaharias. Clark i Karras es van conèixer mentre feien la foto i més tard es van casar.[7]
- La novel·la de ciència-ficció de 1987 Countersolar! de Richard A. Lupoff va presentar Zaharias com un personatge que servia com a part d'una expedició interplanetària al costat de Josh Gibson i Albert Einstein en una nau espacial construïda per Jack Northrop.
- A la novel·la de 1993 de Jenifer Levin The Sea of Light, el personatge principal Mildred "Babe" Delgado rep el nom de Zaharias per la seva mare Barbara, que considerava que Zaharias era "el meu únic heroi".
- El 2006, Zaharias va aparèixer en un episodi de la temporada 10 d'Arthur.
- El 2007, Carolyn Gage va començar a treballar en Babe, un musical de cor i orquestra completa sobre Zaharias.[24]
- El juny de 2011, Little, Brown va publicar una biografia important de Zaharias, Wonder Girl, de l'autor Don Van Natta Jr.[25][26]
- Family Guy ha fet nombroses referències a Babe Zaharias com un dels americans més grans que han viscut.
- A la temporada 21 de Els Simpson, Marge es disfressa de Zaharias per al seu calendari Charity Chicks amb un tema històric. Marge també es refereix a ella com la Tiger Woods femenina del segle xx.
- El 26 d'agost de 2014, la seva història va ser retratada en un episodi "Sport Heroes" de la sèrie de Comedy Central Drunk History; Didrikson Zaharias va ser interpretat per Emily Deschanel.
- És l'únic personatge de l'òpera Par for the Course del 2020, escrita per la compositora Lisa Neher i la llibretista Kendra Preston Leonard. L'òpera mostra la reacció de Zaharias al saber que no se li permetrà jugar a l'Open dels Estats Units.[27]